# دهارافي
دهارافي (بالهندية: धारावी) هو حي في مومباي، ماهاراشترا، في الهند. وهي واحدة من أكبر الأحياء الفقيرة في العالم، تضم حوالي 700,00 منزل وحوالي مليون نسمة، دهارافي هي ثاني أكبر الأحياء الفقيرة في قارة آسيا وثالث أكبر الأحياء الفقيرة في العالم. وتبلغ مساحتها أكثر من 2.1 كيلومتر مربع (0.81 ميل2) والكثافة سكانية تزيد على 277.136 نسمة/كيلومتر مربع (717.780/ ميل مربع)، كما تعد دهارافي واحدة من أكثر المناطق اكتظاظًا بالسكان على الأرض.
تأسست دهارافي الفقيرة في عام 1884 خلال الحقبة الاستعمارية البريطانية، ونمت في جزء منه بسبب طرد المصانع والمقيمين من وسط مدينة إلى شبه الجزيرة من قبل الحكومة الاستعمارية، وهجرة الفقراء من الهنود من المناطق الريفية في مدينة مومباي إلى المناطق الحضرية. ولهذا السبب، تعد دهارافي حاليًا مستوطنة متعددة الديانات ومتعددة الأعراق ومتنوعة.
دهارافي لديها اقتصاد نشط غير رسمي حيث العديد من المؤسسات المنزلية توظف العديد من سكان الأحياء الفقيرة في صناعة الجلود والمنسوجات ومنتجات الفخار. ويقدر إجمالي المبيعات السنوية لدهارافي بأكثر من بليون دولار أمريكي.
عانى أهالي دهارافي من العديد من لأوبئة والكوارث، بما في ذلك اصابتهم بوباء واسع الانتشار في عام 1896 مما أدى لمقتل أكثر من نصف سكان مومباي.

## روابط خارجية
- إعادة التدوير في بومباي (دهارافي)